# Climacoceratidae
Los climacocerátidos (Climacoceratidae, gr. "cuernos de escalera") son una familia extinta de mamíferos artiodáctilos que se limitan al Mioceno de África. Están más cerca de los antepasados de las jirafas.
El climacocerátidos fueron colocados originalmente dentro de la familia Palaeomerycidae y, luego, en Giraffidae. En 1978, Hamilton creó una nueva familia, colocándola cerca de la familia Giraffidae.
Se diferencian de las jirafas porque la cornamenta está derivada de diferentes huesos.

## Géneros
Se reconocen los siguientes:
- Climacoceras MacInnes, 1936
- Orangemeryx Morales, Soria & Pickford, 1999
- Prolibytherium Arambourg, 1961
- Propalaeoryx Stromer, 1926
- Nyanzameryx Thomas, 1984
- Sperrgebietomeryx Morales, Soria & Pickford, 1999